# Dublin (Karolina Północna)
Dublin – miasto w Stanach Zjednoczonych, w stanie Karolina Północna, w hrabstwie Bladen.